# Cameron Henning
Cameron Henning (Canadá, 24 de noviembre de 1960) es un nadador canadiense retirado especializado en pruebas de estilo espalda, donde consiguió ser medallista de bronce olímpico en 1984 en los 200 metros.

## Carrera deportiva
En los Juegos Olímpicos de Los Ángeles 1984 ganó la medalla de bronce en los 200 metros espalda, con un tiempo de 2:02.37 segundos, tras el estadounidense Richard Carey y el francés Frédéric Delcourt.